# Celsus (filozof)
Celsus, řecky Kelsos, byl novoplatónský filozof, který žil patrně v Alexandrii ve 2. století. Je o něm známo jen to, co uvádí Órigenés ve svém spise „Proti Celsovi“ (Contra Celsum, 248). Napsal prý polemický spis „Pravdivé slovo“ (Aléthés logos, patrně kolem roku 178), kde útočil na křesťanství i židovství. Vytýkal jim, že se odchýlili od staré a společné moudrosti lidstva, kterou spojuje se jmény jako Homér, Orfeus, Ferekydés nebo Zarathustra, a tím vnášejí do světa rozkol a ohrožují Římskou říši. Spis, který byl patrně první výslovnou polemikou proti křesťanství, se zachoval pouze v obsáhlých citátech v díle Órigenově.